# Elacatis fasciatus
Elacatis fasciatus är en skalbaggsart som först beskrevs av Bland 1864.  Elacatis fasciatus ingår i släktet Elacatis och familjen trädbasbaggar. Inga underarter finns listade i Catalogue of Life.